# Cophella rehni
Cophella rehni är en insektsart som beskrevs av Morgan Hebard 1928. Cophella rehni ingår i släktet Cophella och familjen syrsor. Inga underarter finns listade i Catalogue of Life.